# Lithocarpus pulcher
Lithocarpus pulcher är en bokväxtart som först beskrevs av George King, och fick sitt nu gällande namn av Markgr. Lithocarpus pulcher ingår i släktet Lithocarpus och familjen bokväxter. Inga underarter finns listade.